# Плевенская епархия
Пле́венская епа́рхия (болг. Плевенска епархия) — епархия Болгарской православной церкви на территории Плевенской области.
Епархиальный центр — Плевен, архиерейское наместничество в городе Луковит.

## История
Епархия образована 1 октября 1998 года, когда по решению проходившего в Софии Всеправославного Собора бывший в расколе митрополит Врачанский Каллиник (Александров) был принят в общение с Церковью и восстановлен на Врачанской кафедре; тогда же из Врачанской епархии была выделена Плевенская, на которую и был переведён митрополит Игнатий (Димов), занимавший до того Врачанскую епархию. Решение Всеправославного собора было подтверждено 17 декабря 2001 года на пятом церковно-народном соборе в Софии.

## Монастыри
- Карлуковский монастырь Успения Пресвятой Богородицы (село Карлуково, община Луковит Ловечская область)

## Духовные околии (благочиния)
- Плевенская духовная околия (общины: Плевен, Долни-Дыбник, Искыр, Долна-Митрополия и Пордим)[4]
- Лукувишская духовная околия (община Луковит и часть общины Червен-Бряг)[5]

## Митрополиты Плевенские
- Игнатий (Димов) (с 1 октября 1998)